# Pfeffikon
Pour l’article ayant un titre homophone, voir Pfäffikon.
Pfeffikon est une localité et une ancienne commune suisse du canton de Lucerne, située dans l'arrondissement électoral de Sursee.

Vue aérienne (1970)

## Histoire
La commune a été annexée le 1er janvier 2013 par la commune de Rickenbach.